# Camí del Mig i masies
El Camí del Mig i masies és una obra de Premià de Mar (Maresme) protegida com a Bé Cultural d'Interès Local.

## Descripció
Es tracta d'unan llista de masies que apareix a la fitxa 29 del POUM (pàg. 141):
A.	Masia
B.	Masia can Colomer
C.	Masia Esteve
D.	Masia can Faya
E.	Masia cal Amell
F.	Masia Horta Boteta